# Tärivere
Tärivere es una aldea del municipio de Alutaguse, situado en el condado de Ida-Viru, Estonia. Según el censo de 2021, tiene una población de 54 habitantes.